# Lohri

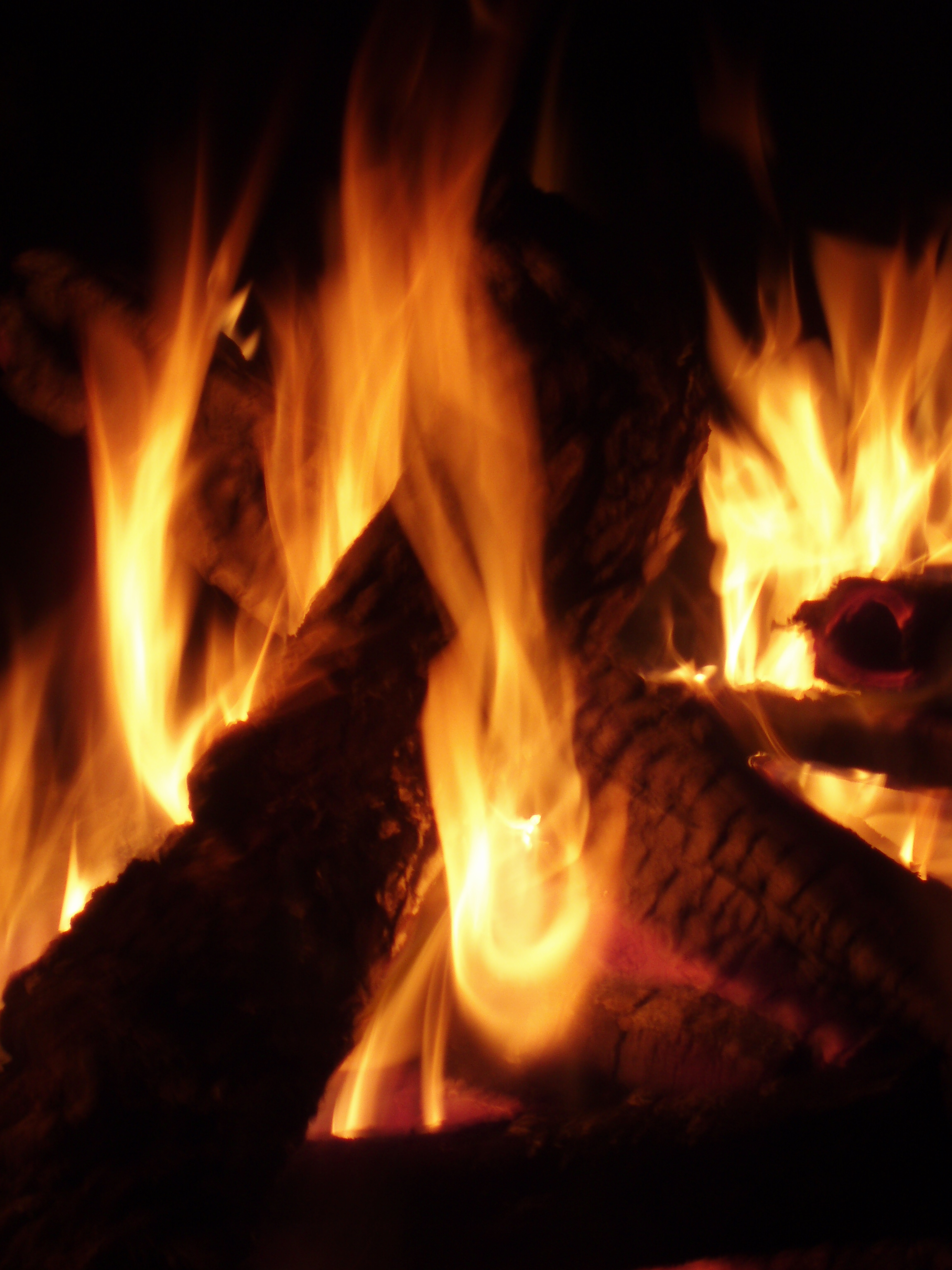
Ognisko z okazji Lohri

Lohri (hindi लोहड़ी) – popularne święto hinduskie o charakterze dożynkowym, obchodzone głównie w Pendżabie oraz miejscowościach północnych Indii, w których zamieszkują skupiska Pendżabczyków. Wypada w środku stycznia.

## Zwyczaje związane z Lohri
Najbardziej popularne są duże ogniska i specjalne pieśni na tę okazję.

## Odpowiedniki Lohri w innych rejonach Indii
- Pongal w Tamilnadu,
- Bhogali Bihu w Asamie,
- Sankranti w Andhra Pradeś, Karnatace i środkowej części Indii.

## W filmie
Pokazano to święto w filmie Veer-Zaara.